# Hadena intensa
Hadena intensa là một loài bướm đêm trong họ Noctuidae.